# Twin Spark

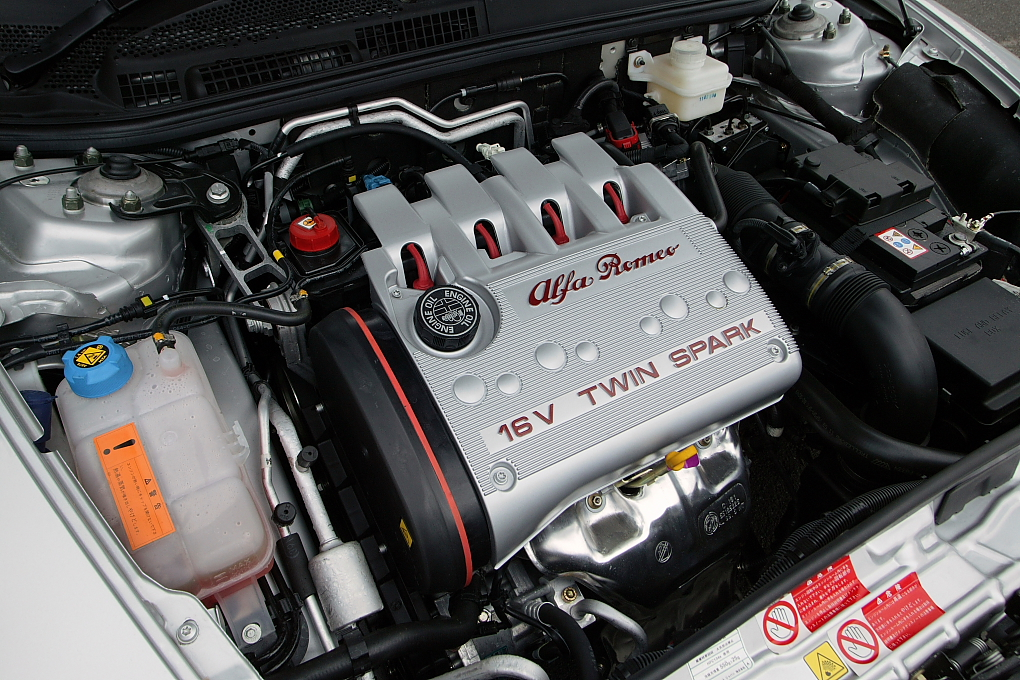
16-ventilers Twin Spark-motor från Alfa Romeo.

Twin Spark är en typ av bensinmotorer från Alfa Romeo, med dubbeltändning som utmärkande drag. Teknologin användes 1914 i Alfa Romeo Grand Prix, och senare i början av 1960-talet i deras racerbilar. Från 1986 introducerades den i deras premiumbilmärken, för att öka prestanda och minska avgaser. Produktionen upphörde 2009.  